# Rufus Brevett
Rufus Brevett (* 24. September 1969 in Derby) ist ein ehemaliger englischer Fußballspieler. Als linker Verteidiger war er für die drei Londoner Vereine Queens Park Rangers, West Ham United und FC Fulham in der Premier League unterwegs.

## Sportlicher Werdegang
Brevett wurde in der Jugendakademie der Doncaster Rovers ausgebildet und war als robuster, linker Verteidiger Teil eines vielversprechenden Kaders, der unter dem späteren Cheftrainer Steve Beaglehole ins 1988er Endspiel im nationalen FA Youth Cup vorstieß. Er zählte dabei neben Mark Rankine zu den Schlüsselspielern in der Mannschaft. In der Saison 1989/90 erreichte er dann mit der Profimannschaft das Halbfinale in der Football League Trophy, in dem sich das Team dem späteren Sieger Tranmere Rovers geschlagen geben musste. Bei dem Klub, der 1988 in die vierte Liga abgestiegen war, etablierte sich Brevett in der vierten Liga und damaligen Viertligisten etablierte er sich, bevor er im Februar 1991 nach 129 Pflichtspielen die Chance zu einem Wechsel in die höchste englische Spielklasse nutzte und sich für 150.000 Pfund in London den Queens Park Rangers anschloss. Dies sollte bis ins Jahr 2009 die höchste Ablösesumme für die Rovers sein.
Im März 1991 debütierte er für „QPR“ gegen Tottenham Hotspur. In einem Zeitraum von knapp sieben Jahren bestritt Brevett 153 Ligapartien für den Klub und schoss am 30. März 1996 gegen den FC Southampton (3:0) sein einziges Erstligator. Einen Stammplatz auf der linken Seite, wo anfänglich noch Ex-Nationalspieler Kenny Sansom agiert hatte, erarbeitete er sich spätestens in der Saison 1995/96, an deren Ende jedoch der Abstieg in die Zweitklassigkeit stand. In der Folgezeit verpasste er fast keine Partie mehr, aber als sich die Mannschaft zur Mitte der Spielzeit 1997/98 in erster Linie um den Klassenerhalt kümmerte, wechselte er im Januar 1998 zum aufstrebenden Drittligisten aus FC Fulham, ebenfalls in London beheimatet. Dabei hatte er eigentlich nicht wechseln wollen, aber die Drohung, bei den Queens Park Rangers nur noch in der Reserveelf zu spielen, sorgte dafür, dass er nach der telefonischen Anfrage von Fulhams Trainer Kevin Keegan dem Werben nachgab. Aufgrund seiner jamaikanischen Abstammung erhielt er ein Angebot für die Nationalmannschaft des Karibikstaats zu spielen, die letztlich auch an der WM-Endrunde 1998 in Frankreich teilnahm. Der Umworbene lehnte die Offerte jedoch ab, mit dem Hinweis, dass Unmut in der Nationalmannschaft ob der eigentlich englischen Fußballer existierte.
Fulham war gespickt mit höherklassigeren Akteuren und Brevett behauptete sich dort in der Startformation. Im Rahmen der „Al-Fayed-Revolution“ gelang gleich zweimal der Aufstieg, sowohl 1999 in die zweite Liga als auch zwei Jahre später in die Premier League. In dieser Zeit schoss er zwei Tore, zunächst den Siegtreffer im September 1998 gegen Stoke City und drei Jahre später den Ausgleich gegen den AFC Rochdale im Ligapokal. Ende Januar 2003 wechselte Brevett innerhalb der Premier League zu West Ham United. Maßgeblich dafür war, dass Fulhams Erfolgstrainer Jean Tigana seinen Abschied angekündigt hatte und er bei den Hammers eine vielversprechende Mannschaft mit Spielern wie Paolo Di Canio, Frédéric Kanouté, Joe Cole, Michael Carrick, Jermain Defoe und David James. Die leichten Abstiegssorgen wurden vernachlässigt, waren doch noch 13 Ligaspiele zu absolvieren. Letztlich geschah das Unvorstellbare doch und West Ham stieg trotz einer recht soliden Ausbeute von 42 Punkten in die zweite Liga ab. Obwohl nur mäßig verantwortlich für diesen Niedergang, fühlte sich Brevett in der Pflicht für den bevorstehenden Versuch des Wiederaufstiegs. Seine Ziele musste er jedoch nach bereits drei Spielen wieder revidieren, nachdem er sich den Fuß gebrochen hatte. Er gab sein Comeback am ersten Spieltag der Saison 2004/05 und wurde beim 0:0 gegen Leicester City prompt vom Platz gestellt. Gut zweieinhalb Wochen später führte er im Ligapokal das Team gegen Southend United (2:0) als Kapitän aufs Feld. Im weiteren Verlauf der Saison gelang der Aufstieg über die Playoffs, wenngleich Brevett nach seinem letzten Einsatz am 2. November 2004 gegen Cardiff City (1:4) nicht mehr berücksichtigt worden war.
Im Juni 2005 heuerte er erneut in der zweiten Liga bei Plymouth Argyle an. Bei den „Pilgrims“ absolvierte er über einen Zeitraum von nur knapp zweieinhalb Monaten bis Mitte Oktober 2005 insgesamt 13 Meisterschaftsspiele und zuletzt auf Leihbasis ein paar Minuten für Leicester City gegen Hull City (3:2) am 4. März 2006. Letzte aktive Station war ab der Saison 2006/07 der Fünftligist Oxford United. Der zunächst auf monatlicher Basis ausgelegte Vertrag wurde bis zum Ende der Spielzeit verlängert und mit der neuen Mannschaft erreicht Brevett die Aufstiegs-Playoffs. Dort wurde Brevett bei seinem letzten aktiven Einsatz im Halbfinalhinspiel gegen Exeter City kurz vor Ende eingewechselt. Der 1:0-Auswärtssieg reichte jedoch nicht, denn im Rückspiel egalisierte Exeter die Niederlage und besiegte Oxford dann im Elfmeterschießen. Kurz darauf beendete Brevett seine aktive Laufbahn.

### Nach der aktiven Karriere
Im Juli 2007 übernahm Brevett kurzzeitig die Rolle des Sportdirektors bei Swindon Town, bevor er ins Trainerfach wechselte und zunächst im Oktober 2008 Co-Trainer beim Amateurklub FC Bedfont wurde. Die erste Rolle als Cheftrainer übernahm er im November 2013 als Ersatz für Zema Abbey bei Arlesey Town. Das Engagement dauerte bis Dezember 2014 bis zu seinem Rücktritt als Trainer und Sportdirektor. Im Februar 2015 begann er als Assistent von Paul Davis bei Banbury United zu arbeiten. Seine nächste Aufgabe als Cheftrainer übernahm er zwischen Mai 2016 und Dezember 2018 bei Hanworth Villa.
Neben seinem Engagement für den Amateurfußball und als zeitweiliger Experte in diversen Medienformaten unterrichtet er als Sportlehrer an der North Oxfordshire Academy in Banbury.

## Titel/Auszeichnungen
- UEFA Intertoto Cup (1): 2002
- PFA Team of the Year (2): 1990/91 (4. Liga), 1998/99 (3. Liga)